# North Fort Myers
North Fort Myers es un lugar designado por el censo ubicado en el condado de Lee en el estado estadounidense de Florida. En el Censo de 2010 tenía una población de 39.407 habitantes y una densidad poblacional de 285,91 personas por km².

## Geografía
North Fort Myers se encuentra ubicado en las coordenadas 26°43′29″N 81°50′57″O / 26.72472, -81.84917. Según la Oficina del Censo de los Estados Unidos, North Fort Myers tiene una superficie total de 137.83 km², de la cual 128.14 km² corresponden a tierra firme y (7.03%) 9.69 km² es agua.

## Demografía
Según el censo de 2010, había 39.407 personas residiendo en North Fort Myers. La densidad de población era de 285,91 hab./km². De los 39.407 habitantes, North Fort Myers estaba compuesto por el 94.7% blancos, el 1.46% eran afroamericanos, el 0.36% eran amerindios, el 0.64% eran asiáticos, el 0.05% eran isleños del Pacífico, el 1.64% eran de otras razas y el 1.14% pertenecían a dos o más razas. Del total de la población el 6.19% eran hispanos o latinos de cualquier raza.